# Philydor
Philydor és un gènere d'ocells de la família dels furnàrids (Furnariidae) que agrupa espècies natives de l'Amèrica tropical (Neotròpic), les àrees de distribució de les quals es troben a Amèrica del Sud, a l'Amazonia, Paraguai, nord-est d'Argentina i sud del Brasil.

## Descripció
Les espècies d'aquest gènere són força grossos, mesuren entre 16,5 i 18 cm de longitud, de cua llarga. Es troben en selves humides de baixa altitud i muntanyes baixes; algunes espècies són arborícoles i relativament fàcils d'observar, mentre que altres romanen en els matollars densos i per tant són més furtives. Presenten poc o cap estriat, però totes tenen una llista superciliar, més marcada en algunes que en altres espècies. Comparats amb les del gènere Automolus, són més esvelts i segueixen un patró més robust.

## Taxonomia
El gènere Philydor va ser introduït el 1824 pel naturalista alemany Johann Baptist von Spix. L'espècie tipus va ser designada posteriorment com a Anabates atricapillus (Wied). El nom del gènere prové del grec antic «φιλυδρος/philudros» que significa “amant de l'aigua”.
L'espècie abans denominada Philydor dimidiatum, anteriorment agrupada en el aquest gènere, va ser desplaçada al gènere Syndactyla, seguint als estudis de Robbins & Zimmer (2005), i canviant el nom científic per a Syndactyla dimidiata i va ser aprovat per la Proposta N° 198 del Comitè de Classificació de Sud-americà.
Els estudis genètics-moleculars de Derryberry et al. (2011), demostraren cabalment que les llavors espècies P. ruficaudatum i P. lichtensteini, pertanyents al Philydor, estaven molt més properes del gènere Anabacerthia. Mitjançant l'aprovació de la Proposta N° 527 al SACC, van ser transferides, canviant els noms científics per: Anabacerthia ruficaudata i Anabacerthia lichtensteini.
Els mateixos estudis de Derryberry et al. (2011) suggerien que Philiydor era polifilètic, amb l'espècie tipus, P. atricapillus, probablement agermanada amb P. pyrrhodes, i aquest parell formant un grup monofilètic amb els gèneres Heliobletus i Cichlocolaptes, però que totes les altres espècies actualment al gènere, eren més properes d'altres gèneres.
Un altre dels problemes trobats és que les llavors P. erythropterum i P. rufum estan agermanades amb Ancistrops strigilatus, i juntes no tenien una relació de parentiu propera amb Philydor però sí que ho estaven al clade format per Clibanornis i Automolus. La solució trobada va ser separar aquestes dues espècies en un gènere recuperat Dendroma (Swainson, 1837), sota els noms de Dendroma rufa i Dendroma erythroptera. El SACC va aprovar aquesta separació a la Proposta N° 819.
Segons la Classificació del Congrés Ornitològic Internacional (versió 14.2, 2024) aquest gènere està format per cinc espècies:
- plegafulles de capell negre - (Philydor atricapillus).
- plegafulles alafosc - (Philydor pyrrhodes).

### Espècie extinta
- † plegafulles d'Alagoas, Philydor novaesi (extint)